# Semaeopus hircaria
Semaeopus hircaria är en fjärilsart som beskrevs av Achille Guenée 1858. Semaeopus hircaria ingår i släktet Semaeopus och familjen mätare. Inga underarter finns listade i Catalogue of Life.